# China (Texas)
China é uma cidade localizada no estado norte-americano de Texas, no Condado de Jefferson.

## Demografia
Segundo o censo norte-americano de 2000, a sua população era de 1112 habitantes.
Em 2006, foi estimada uma população de 1060, um decréscimo de 52 (-4.7%).

## Geografia
De acordo com o United States Census Bureau tem uma área de
3,3 km², dos quais 3,3 km² cobertos por terra e 0,0 km² cobertos por água. China localiza-se a aproximadamente 12 m acima do nível do mar.

## Localidades na vizinhança
O diagrama seguinte representa as localidades num raio de 20 km ao redor de China.